# Uniform m/1906

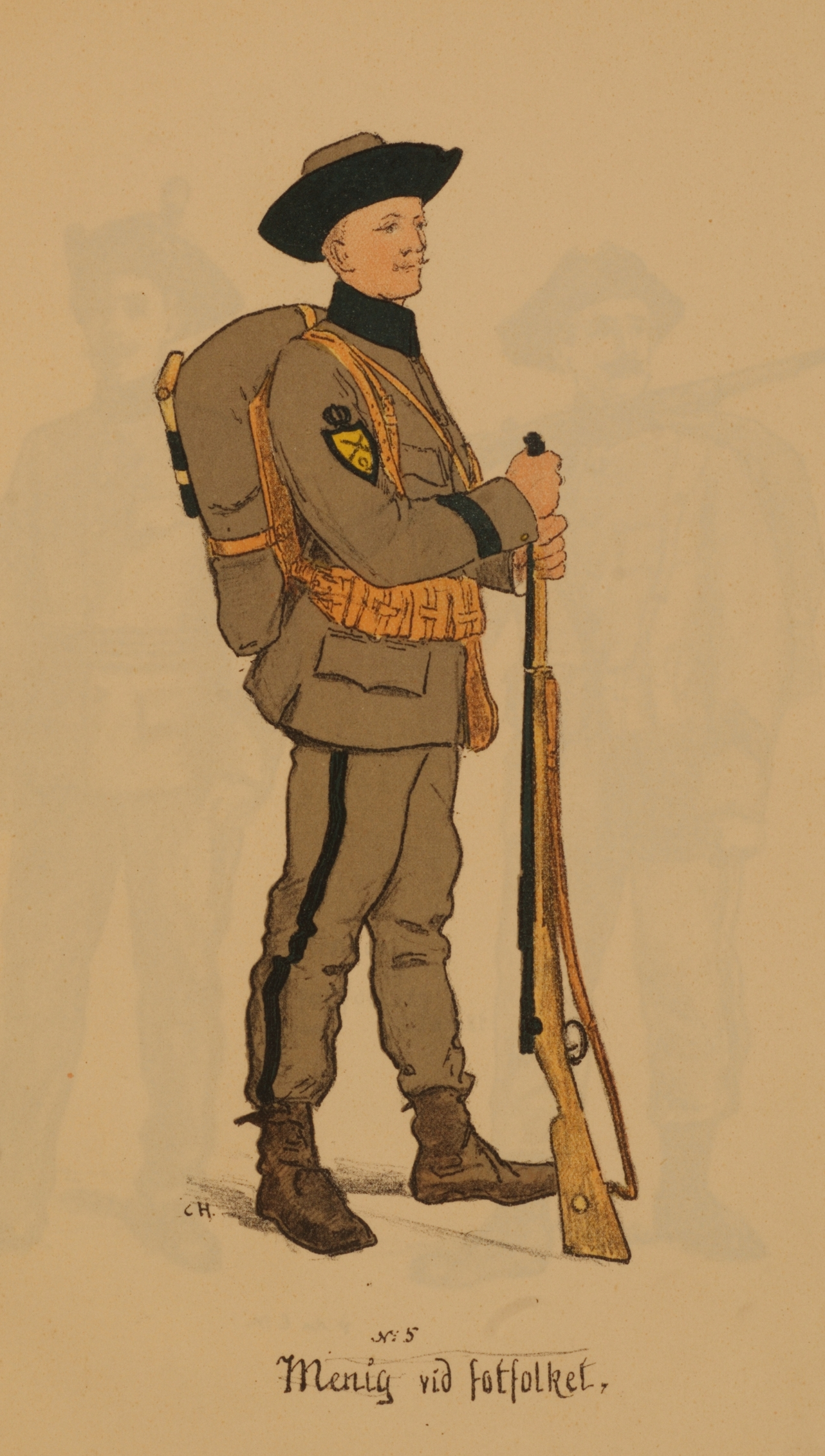
Uniform m/1906 för menig vid Göta livgarde. Illustration av Carl Hellström.

Uniform m/1906 var ett tidigare uniformssystem inom Försvarsmakten som användes av Armén. M/1906 kallas ibland för svenska arméns första enhetsuniform, men dessförinnan fanns både den Karolinska enhetsuniformen samt även uniform m/1807 som hade färgsättningen gemensamt med m/1906.

## Bakgrund
Historiskt har svenska arméns uniformer varierat mellan olika vapenslag, och även mellan olika regementen och kårer. Dock standardiserades de svenska uniformerna redan av Karl XI under det sena 1600-talet med den Karolinska uniformen, en utveckling som fortsatte under 1700-talet med bland annat uniform m/1765 samt uniform m/1779.
Under 1800-talet fortsatte utvecklingen och standardiseringen med exempelvis uniform m/1886 för Infanteriet och uniform m/1895 för Kavalleriet.
För att utreda införandet av en enhetsuniform för hela armén tillsattes 1901 års Uniformskommitté som frångav sitt betänkande 1905. Dessförinnan hade flera olika uniformsförslag utretts, bl.a. Försöksuniform fm/1902 och Försöksuniform m/1903. Resultatet av dessa försök var positivt och utifrån detta framtogs 1906 års enhetsuniform.
Det som främst skiljde uniform m/1906 mot försöksuniform m/1903 var dels att den var grå i stället för gråbrungrön, och de tydligare gradbeteckningarna. De hade ansetts otydliga på Kappa m/1904. De färgglada "öletiketterna" som gradbeteckningarna kom att kallas, i guld på blått kom dock att anses som föga fältmässiga, och var en av de detaljer som snabbt kom att kritiseras. Även det nya tyget, grått kläde kom att kritiseras. Det var dyrt, och blev vid fältmässig användning snabbt smutsigt och säckigt utan att kunna snyggas upp igen, varför en ny uniformskommitté tillsattes, 1908 års fältkommission med uppgift att ta fram nödvändiga ändringar av uniform m/1906. Resultatet av kommissionen som leddes av Ernst von Bornstedt blev uniform m/1910.

## Användning
Uniform m/1906 fastställdes för hela Armén men kom att bli kortvarig eftersom den redan 1910 ersattes av 1910 års enhetsuniform, följaktligen fick m/1906 aldrig något allmänt genomslag.

## Galleri

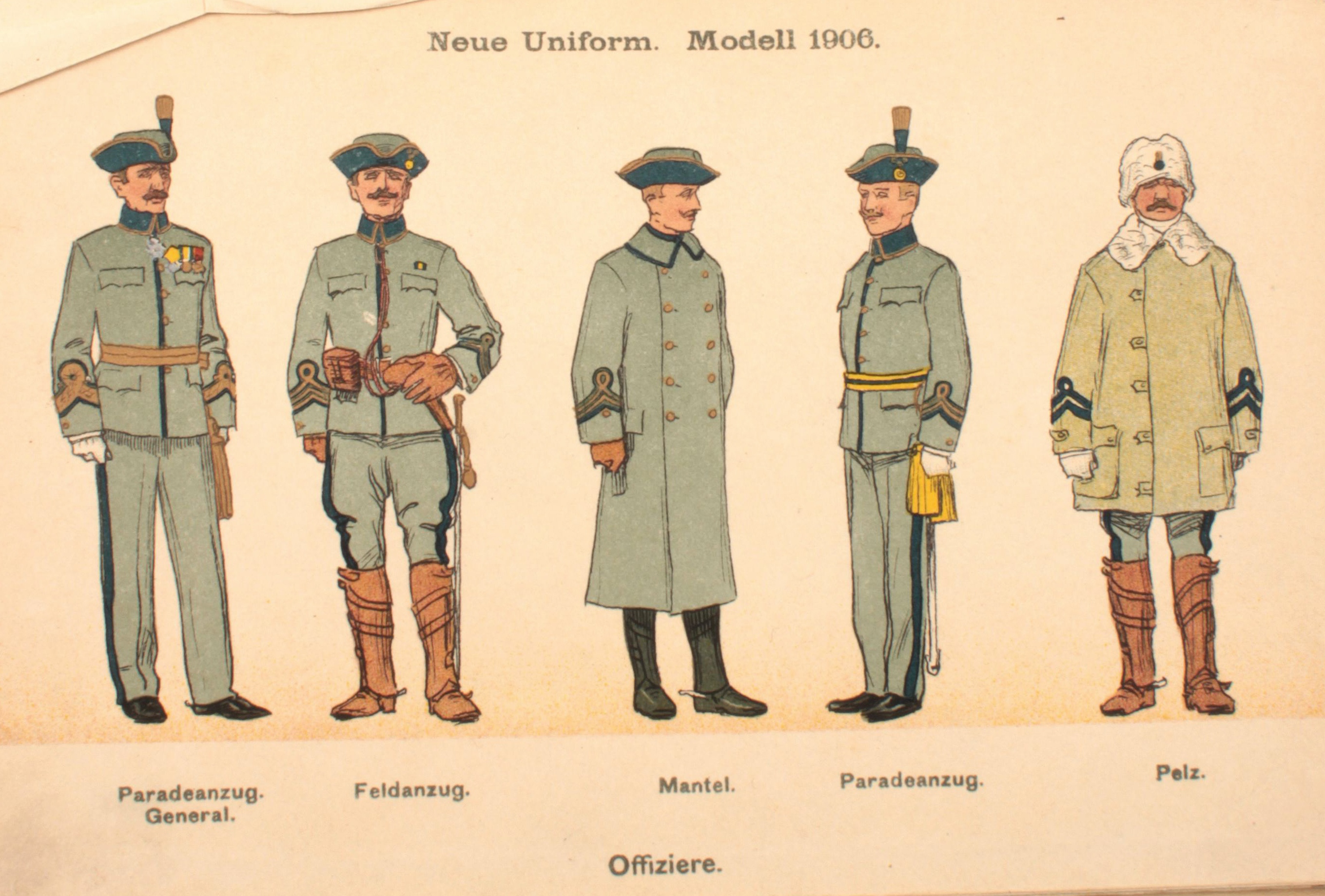
Officersuniformer enligt m/1906: Från vänster, 1: Generallöjtnant i paraduniform. 2: Överstelöjtnant i fältuniform. 3: Major i kappa. 4. Löjtnant i vinterdräkt.
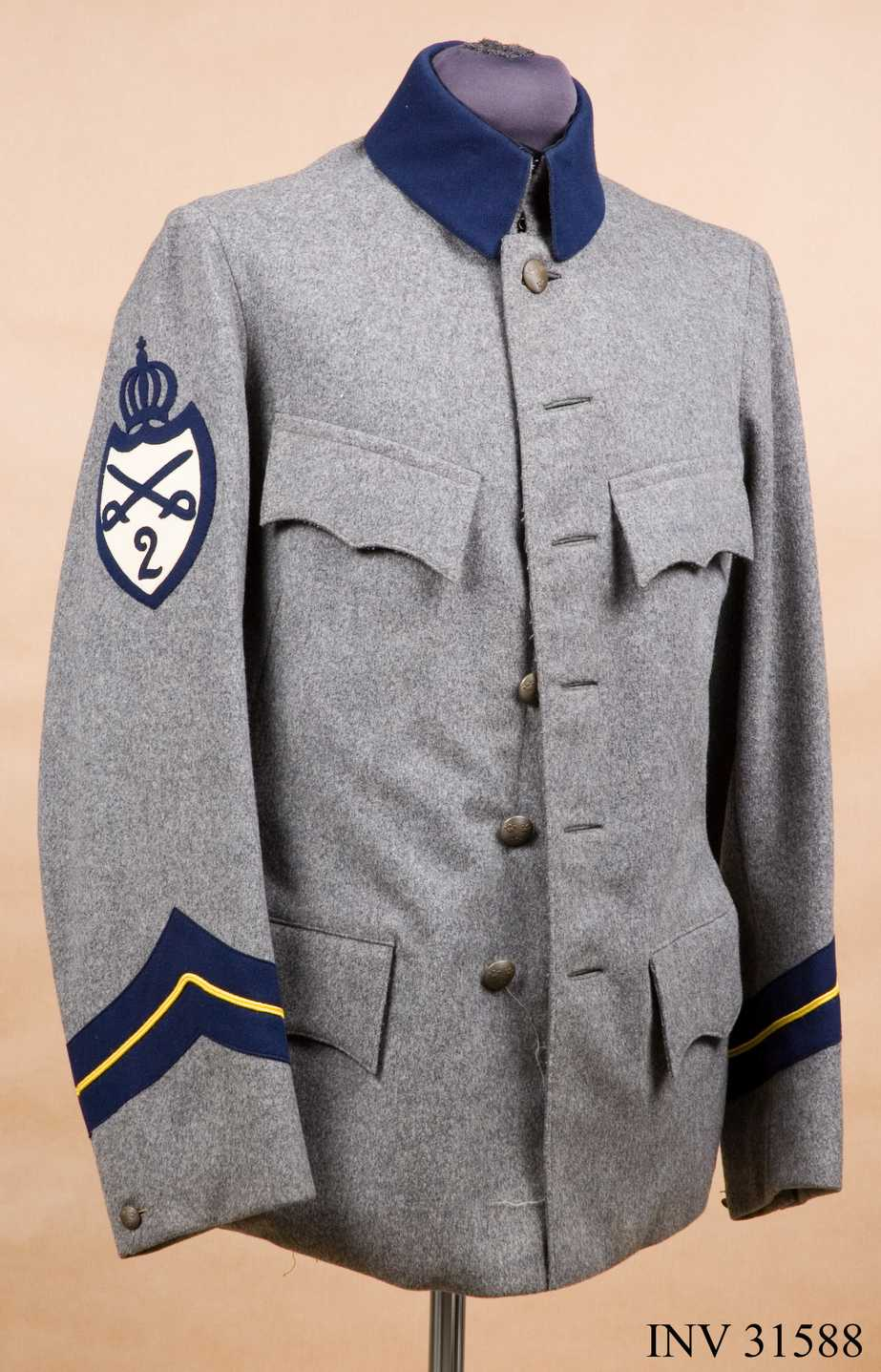
Vapenrock m/1906 för sergeant vid Livregementets dragoner.

## Persedlar
- Sockar
- Fotlappar
- Halsskydd av Bomull
- Hatt m/1906
- Kalsonger
- Kappa m/1906
- Livpäls m/1905
- Långbyxor m/1906/Ridbyxor m/1906
- Lägerrock m/1870
- Skor
- Stövlar
- Ullstrumpor
- Pälsmössa m/1885-1904
- Vantar
- Vapenrock m/1906
- Ylletröja
- Ytterhandskar till vantar